# 上虞区
上虞区（じょうぐ-く）は中華人民共和国浙江省紹興市に位置する市轄区。

## 地理
上虞区は紹興市の市轄区の一つであり、越城区と柯橋区の東に位置し、以前は主に綿花を生産する農業区であった。最近では浜海工業団地の建設や嘉紹跨海大橋の開通とともに工業化と都市化が急激に進んでいる。

## 歴史
- 上虞は悠久の歴史があり、浙江省の中で最も早く県を設置した一つに上げられる。
- 殷商甲骨文字の中に上虞の地名がある。
- 紀元前222年：上虞県が設置される。
- 1992年8月に上虞県から上虞市に昇格。
- 2013年10月に上虞市から紹興市上虞区となる。

## 行政区画
- 街道：百官街道、曹娥街道、東関街道、道墟街道、梁湖街道、小越街道、崧廈街道
- 鎮：長塘鎮、上浦鎮、湯浦鎮、章鎮鎮、下管鎮、豊恵鎮、永和鎮、駅亭鎮、謝塘鎮、蓋北鎮
- 郷：嶺南郷、陳渓郷、丁宅郷

## 出身者
- 王充 - 後漢の思想家。『論衡』の著者。
- 倪元璐 - 明末の書家。
- 黄郛 - 中華民国の政治家。北京政府・国民政府の要人。多くの対日交渉に参加した。
- 謝晋 - 映画監督。